# Reno (folyó)
A Reno (emilián–romanyol nyelven Raggn vagy Ränn) folyó Olaszországban, Toszkána és Emilia-Romagna régiókban. A 10. leghosszabb olasz folyó.

## Futása
A Reno di Campolungo és a Reno di Prunetta összefolyásából jön létre Le Pistre falucska közelében (Pistoia része). Északkeletnek tart, majd a Pó-síkságra kiérve, Bologna után délkeletnek fordul. Az Adriai-tengerbe ömlik Casal Borsettinél (Ravenna része).

## Települések a folyó mentén

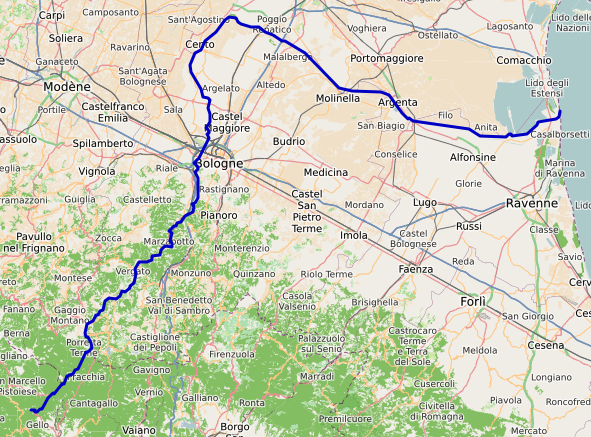
A Reno térképe

- Bologna

## Külső hivatkozások
- Reno – Fiumi.com (olaszul)

1. ↑  various authors: Enciclopedia Treccani (olasz nyelven). Institute of the Italian Encyclopaedia, 1929